# Puchar Szwajcarii w piłce siatkowej mężczyzn (2023/2024)
Puchar Szwajcarii w piłce siatkowej mężczyzn 2023/2024 (oficjalna nazwa: Mobiliar Volley Cup Männer 2023/2024) – 64. sezon rozgrywek o siatkarski Puchar Szwajcarii zorganizowany przez Swiss Volley. Zainaugurowany został 6 września 2023 roku. Brały w nim udział kluby z Nationalligi A, Nationalligi B, 1. Ligi oraz lig regionalnych (tj. 2. Ligi, 3. Ligi i 4. Ligi).
Rozgrywki składały się z sześciu rund wstępnych, 1/8 finału, ćwierćfinałów, półfinałów i finału. Drużyny z Nationalligi A dołączyły do rozgrywek w 1/8 finału.
Finał odbył się 6 kwietnia 2024 roku w hali Axa Arena w Winterthur. Po raz ósmy Puchar Szwajcarii zdobył klub Volley Amriswil, który w finale pokonał Volley Schönenwerd. Najlepszymi zawodnikami finału wybrani zostali Mahela Indeewara Bandara z Volley Schönenwerd oraz Etienne Schalch z Volley Amriswil.

## System rozgrywek
Puchar Szwajcarii w sezonie 2023/2024 składał się z sześciu rund wstępnych, 1/8 finału, ćwierćfinałów, półfinałów i finału. We wszystkich rundach drużyny rywalizowały w parach, a o awansie decydowało jedno spotkanie.
W 1. rundzie uczestniczyły drużyny grające w ligach regionalnych, w 2. rundzie do rozgrywek dołączyły zespoły z 1. Ligi, w 5. rundzie – z Nationalligi B, natomiast w 1/8 finału – z Nationalligi A.
Drużyny z lig regionalnych oraz z 1. Ligi podzielone zostały na cztery grupy (A, B, C i D) na podstawie przynależności do związków regionalnych. Pary meczowe rund wstępnych wyłonione zostały w drodze losowania z uwzględnieniem podziału na grupy. Na podstawie losowania ustalone zostały także pary 1/8 finału, ćwierćfinałów oraz półfinałów. Losowanie par 1/8 finału odbyło się 11 grudnia, ćwierćfinałów – 14 stycznia, natomiast półfinałów – 29 stycznia.
| Grupa A                                                    |
| ---------------------------------------------------------- |
| Région Genève (SNVRG)                                      |
| - Groupement Sportif du CERN - SNVB - VBC Ferney-Prévessin |
| Région Jura-Seeland (SVRJS)                                |
| - Bienne Volleyboys - Nidau Volley - Volley Moutier        |
| Région Neuchâtel (SVRN)                                    |
| - NUC - VBC E2L - VBC Le Locle                             |
| Région Valais (SVRVS)                                      |
| - VBC Fully - VBC HOW                                      |
| Région Vaud (SVRV)                                         |
| - VBC Cheseaux - VBC Eburo - VBC La Côte - VBC Orbe        |

| Grupa B |
| --- |
| Region Bern-Solothurn (SVRBESO)                                                                               |
| - VBC Aeschi - VBC Burgdorf - VBC Langenthal - VBC Münchenbuchsee - VBC Thun - VBC Uni Bern - Volley Uni Bern |
| Région Fribourg (SVRF)                                                                                        |
| - Gibloux Volley - TV Murten Volleyball - VBC Bulle - VBC Fribourg - Volley Estavayer                         |

| Grupa C |
| --- |
| Region Aargau (SVRA) |
| - BTV Aarau - SV Olten - SV Volley Wyna - TV Lunkhofen - VBC Dottikon - VBC Kanti Baden - VC Los Unidos Oberes Seetal - Volley Mutschellen |
| Region Basel (SVRB) |
| - SC Novartis - TV Arlesheim - TV Muttenz - VBC Allschwil - VBC Bubendorf - VBC Gelterkinden - VBC Laufen                                  |
| Region Innerschweiz (SVRI) |
| - Hochdorf Audacia - LK Zug - Raiffeisen Volleya Obwalden - VBC Buochs - VBC Ebikon - VBC Malters - VTV Horw                               |
| Regione Ticino e Moesa (SVRTM) |
| - Dragons Lugano |

| Grupa D |
| --- |
| Region GSGL (SVRGSGL) |
| - VBC Galina - VBC Linth - VBC March |
| Region Nord-Ostschweiz (SVRNO) |
| - Appenzeller Bären - Audax SSC - Rheno Volleyball - Stadtturnverein Wil - TV Warth-Weiningen - VBC Andwil-Arnegg - VBC Schaffhausen - VBC Seuzach - VBC Wittenbach - VBR Rickenbach - VC Smash Winterthur - Volley Bütschwil - Volley Flawil - Volley Goldach |
| Region Zürich (SVRZ) |
| - Rainbow Sport Zürich - VBC Einsiedeln - VBC Embrach - VBC Freies Gymnasium - VBC Limmattal - VBC Rämi - VBC Swiss - VC Tornado Adliswil - Volley Uster |

## Drużyny uczestniczące
| Nationalliga A (7 drużyn) | Nationalliga A (7 drużyn) |
| ------------------------- | ------------------------- |
| Chênois Genève Volleyball | 1/8 finału                |
| Concordia Volley Luzern   | półfinał                  |
| Lausanne UC               | ćwierćfinał               |
| TSV Jona Volleyball       | 1/8 finału                |
| Volley Amriswil           | zwycięstwo                |
| Volley Näfels             | ćwierćfinał               |
| Volley Schönenwerd        | finał                     |

| Nationalliga B (9 drużyn) | Nationalliga B (9 drużyn) |
| ------------------------- | ------------------------- |
| City Volley Basel         | 1/8 finału                |
| Colombier Volley          | 1/8 finału                |
| Lutry-Lavaux Volleyball   | 1/8 finału                |
| STV St. Gallen            | ćwierćfinał               |
| VBC Servette Star-Onex    | 6. runda                  |
| VBC Sursee                | 6. runda                  |
| VBC Voléro Zürich         | 6. runda                  |
| VBC Züri Unterland        | ćwierćfinał               |
| Volleyball Papiermühle    | 1/8 finału                |

| 1. Liga (25 drużyn)        | 1. Liga (25 drużyn) |
| -------------------------- | ------------------- |
| Bienne Volleyboys          | 2. runda            |
| BTV Aarau                  | 2. runda            |
| Dragons Lugano             | 4. runda            |
| Groupement Sportif du CERN | 3. runda            |
| LK Zug                     | 2. runda            |
| Nidau Volley               | 5. runda            |
| TV Lunkhofen               | 3. runda            |
| TV Murten Volleyball       | 2. runda            |
| VBC Aeschi                 | 1/8 finału          |
| VBC Andwil-Arnegg          | 2. runda            |
| VBC Buochs                 | 2. runda            |
| VBC Cheseaux               | półfinał            |
| VBC Einsiedeln             | 4. runda            |
| VBC Fribourg               | 2. runda            |
| VBC Fully                  | 3. runda            |
| VBC Galina                 | 6. runda            |
| VBC Kanti Baden            | 5. runda            |
| VBC La Côte                | 2. runda            |
| VBC Le Locle               | 2. runda            |
| VBC Malters                | 3. runda            |
| VBC Münchenbuchsee         | 4. runda            |
| VBC Thun                   | 3. runda            |
| VBC Uni Bern               | 4. runda            |
| VC Smash Winterthur        | 5. runda            |
| Volley Uni Bern            | 2. runda            |

| 2. Liga (29 drużyn)         | 2. Liga (29 drużyn) | 2. Liga (29 drużyn) |
| --------------------------- | ------------------- | ------------------- |
| Appenzeller Bären           | SVRNO               | 1. runda            |
| Hochdorf Audacia            | SVRI                | 5. runda            |
| NUC                         | SVRJS/SVRN          | 1. runda            |
| Raiffeisen Volleya Obwalden | SVRI                | 1. runda            |
| SNVB                        | SNVRG               | 5. runda            |
| Stadtturnverein Wil         | SVRNO               | 2. runda            |
| SV Volley Wyna              | SVRA                | 3. runda            |
| TV Arlesheim                | SVRB                | 1. runda            |
| VBC Allschwil               | SVRB                | 1. runda            |
| VBC Bubendorf               | SVRB                | 5. runda            |
| VBC Bulle                   | SVRF                | 3. runda            |
| VBC E2L                     | SVRJS/SVRN          | 2. runda            |
| VBC Ferney-Prévessin        | SNVRG               | 2. runda            |
| VBC Gelterkinden            | SVRB                | 2. runda            |
| VBC HOW                     | SVRVS               | 1. runda            |
| VBC Langenthal              | SVRBESO             | 2. runda            |
| VBC Laufen                  | SVRB                | 3. runda            |
| VBC Limmattal               | SVRZ                | 1. runda            |
| VBC March                   | SVRGSGL             | 1. runda            |
| VBC Orbe                    | SVRV                | 3. runda            |
| VBC Rämi                    | SVRZ                | 3. runda            |
| VBC Schaffhausen            | SVRNO               | 2. runda            |
| VBC Wittenbach              | SVRNO               | 2. runda            |
| VBR Rickenbach              | SVRNO               | 3. runda            |
| VC Los Unidos Oberes Seetal | SVRA                | 2. runda            |
| Volley Bütschwil            | SVRNO               | 2. runda            |
| Volley Mutschellen          | SVRA                | 2. runda            |
| Volley Uster                | SVRZ                | 5. runda            |
| VTV Horw                    | SVRI                | 1. runda            |

| 3. Liga (18 drużyn)  | 3. Liga (18 drużyn) | 3. Liga (18 drużyn) |
| -------------------- | ------------------- | ------------------- |
| Audax SSC            | SVRNO               | 1. runda            |
| Gibloux Volley       | SVRF                | 1. runda            |
| Rainbow Sport Zürich | SVRZ                | 2. runda            |
| Rheno Volleyball     | SVRNO               | 3. runda            |
| SC Novartis          | SVRB                | 1. runda            |
| SV Olten             | SVRA                | 1. runda            |
| TV Muttenz           | SVRB                | 1. runda            |
| VBC Burgdorf         | SVRBESO             | 1. runda            |
| VBC Dottikon         | SVRA                | 2. runda            |
| VBC Ebikon           | SVRI                | 1. runda            |
| VBC Eburo            | SVRV                | 1. runda            |
| VBC Linth            | SVRGSGL             | 1. runda            |
| VBC Seuzach          | SVRNO               | 1. runda            |
| VBC Swiss            | SVRZ                | 1. runda            |
| VC Tornado Adliswil  | SVRZ                | 3. runda            |
| Volley Estavayer     | SVRF                | 2. runda            |
| Volley Goldach       | SVRNO               | 2. runda            |
| Volley Moutier       | SVRJS/SVRN          | 1. runda            |
| 4. Liga (4 drużyny)  |                     |                     |
| TV Warth-Weiningen   | SVRNO               | 1. runda            |
| VBC Embrach          | SVRZ                | 1. runda            |
| VBC Freies Gymnasium | SVRZ                | 1. runda            |
| Volley Flawil        | SVRNO               | 1. runda            |

## Rozgrywki

### Rundy wstępne

#### 1. runda
Grupa A
| 1.10.2023 16:00 (UTC+2) | Volley Moutier | 0:3 (9:25, 7:25, 13:25) | VBC Ferney-Prévessin | EPAM, Moutier Sędziowie: Léo-Paul Fettrelet |

| 11.09.2023 20:45 (UTC+2) | VBC E2L | 3:1 (25:23, 23:25, 25:20, 25:18) | NUC | Centre des Deux Thielles, Le Landeron Sędziowie: Ajithkumar Purushothaman i Dolores Genné Vizcardo |

| 1.10.2023 15:00 (UTC+2) | SNVB | 3:0 (25:12, 25:22, 25:23) | VBC HOW | École de culture générale Henry-Dunant, Genewa Sędziowie: Sébastien De Krahe i Charalampos Botsis |

| 13.09.2023 21:00 (UTC+2) | VBC Eburo | 0:3 (12:25, 24:26, 15:25) | VBC Orbe | Collège de la Place d'Armes, Yverdon-les-Bains Sędziowie: Jacky Duong i Philippe Rupp |

Grupa B
| 11.09.2023 20:45 (UTC+2) | Gibloux Volley | 1:3 (18:25, 25:23, 14:25, 20:25) | VBC Bulle | Salle de sport, Farvagny Sędziowie: Laurence Bortoluzzi i Alfio Sanapo |

| 21.09.2023 20:00 (UTC+2) | VBC Burgdorf | 0:3 (12:25, 16:25, 9:25) | VBC Langenthal | Sporthalle Lindenfeld, Burgdorf Sędziowie: Ali Al Kaabi |

Grupa C
| 27.09.2023 20:30 (UTC+2) | Raiffeisen Volleya Obwalden | 1:3 (15:25, 13:25, 25:20, 19:25) | VBC Laufen | Dreifachhalle, Sarnen Sędziowie: Thanh Ut Nguyen i Ernst Gander |

| 11.09.2023 20:30 (UTC+2) | SC Novartis | 1:3 (24:26, 13:25, 25:14, 20:25) | VC Los Unidos Oberes Seetal | Turnhalle Seemättli, Muttenz Sędziowie: Alain Pfäffli i Miriam Trinkler |

| 25.09.2023 20:45 (UTC+2) | SV Volley Wyna | 3:0 (25:14, 25:22, 25:21) | TV Arlesheim | Turnhalle Pfrundmatt, Reinach Sędziowie: Andrea Katrin Belser i Paolo Furlan |

| 27.09.2023 20:15 (UTC+2) | VBC Bubendorf | 3:2 (22:25, 25:20, 28:26, 23:25, 16:14) | VBC Allschwil | Sporthalle Sappeten, Bubendorf Sędziowie: Tony Migliazza i Rolf Wirz |

| 22.09.2023 19:45 (UTC+2) | SV Olten | 0:3 (27:29, 16:25, 15:25) | VBC Gelterkinden | Turnhalle Frohheim, Olten Sędziowie: Antonio Cespedes i Claudia D'Aniello |

| 17.09.2023 16:00 (UTC+2) | VBC Ebikon | 0:3 (0:25, 0:25, 0:25) | Hochdorf Audacia | Schulhaus Zentral, Ebikon |

| 11.09.2023 20:30 (UTC+2) | VBC Dottikon | 3:0 (25:15, 25:18, 25:20) | TV Muttenz | Turnhalle Risi, Dottikon Sędziowie: Paolo Furlan i Stephan Belser |

| 28.09.2023 20:30 (UTC+2) | VTV Horw | 1:3 (25:20, 15:25, 22:25, 23:25) | Volley Mutschellen | Horwerhalle, Horw Sędziowie: Thanh Ut Nguyen i Andrea Ruth Schmidig |

Grupa D
| 25.09.2023 20:30 (UTC+2) | VBC Swiss | 2:3 (18:25, 25:23, 26:24, 28:30, 6:15) | VBC Schaffhausen | Doppelturnhalle Feld, Kloten Sędziowie: Nicole Moor i Jorge Bastante |

| 16.09.2023 17:00 (UTC+2) | Volley Goldach | 3:0 (25:0, 25:0, 25:0) | VBC Limmattal | Turnhalle Bachfeld, Goldach Sędziowie: Benjamin Hess i Rolf Scheiwiller |

| 28.09.2023 20:30 (UTC+2) | VBC Linth | 0:3 (15:25, 15:25, 21:25) | Volley Bütschwil | Turnhalle Breiten, Eschenbach Sędziowie: Marco Alex Iseli i Verena Marti-Dornbierer |

| 28.09.2023 20:30 (UTC+2) | VC Tornado Adliswil | 3:2 (21:25, 17:25, 25:18, 25:20, 15:13) | Audax SSC | Turnhalle Hofern, Adliswil Sędziowie: Frank Böhme i Christian Wolf |

| 22.09.2023 20:45 (UTC+2) | Volley Flawil | 0:3 (9:25, 19:25, 7:25) | VBR Rickenbach | Turnhalle Feld, Flawil Sędziowie: Rolf Scheiwiller |

| 26.09.2023 20:00 (UTC+2) | VBC Freies Gymnasium | 0:3 (14:25, 20:25, 15:25) | VBC Rämi | Freies Gymnasium Zürich, Zurych Sędziowie: Luca Quattrini i Nicole Moor |

| 21.09.2023 20:30 (UTC+2) | VBC Embrach | 0:3 (10:25, 14:25, 18:25) | Rheno Volleyball | Primarschulhaus Ebnet, Embrach Sędziowie: Olivia Uhlmann i Blerta Kurtishi |

| 6.09.2023 20:30 (UTC+2) | VBC Seuzach | 0:3 (30:32, 12:25, 17:25) | Rainbow Sport Zürich | Sporthalle Rietacker, Seuzach Sędziowie: Leo Baumeler i Lara Valentina Schärer |

| 13.09.2023 20:30 (UTC+2) | VBC March | 0:3 (16:25, 18:25, 16:25) | VBC Wittenbach | Sek 1 March, Siebnen Sędziowie: Michael Krähemann i Thomas Hofmann |

| 19.09.2023 20:30 (UTC+2) | Volley Uster | 3:2 (21:25, 25:20, 25:21, 18:25, 15:10) | Appenzeller Bären | Schulhaus Krämeracker, Uster Sędziowie: Mahmoud Abou El Hawa i Marianne Müller |

| 22.09.2023 20:30 (UTC+2) | Stadtturnverein Wil | 3:1 (18:25, 25:11, 25:23, 25:23) | TV Warth-Weiningen | Mattschulhaus, Wil Sędziowie: Stefan Cahenzli |

#### 2. runda
Grupa A
| 6.10.2023 20:30 (UTC+2) | VBC Orbe | 3:1 (25:20, 25:27, 25:23, 25:20) | Bienne Volleyboys | Salle omnisport (Chemin du Puisoir 3), Orbe Sędziowie: Jacky Duong i Sylvie Vuille |

| 28.09.2023 20:45 (UTC+2) | VBC E2L | 2:3 (25:22, 20:25, 25:22, 19:25, 13:15) | Nidau Volley | Centre des Deux Thielles, Le Landeron Sędziowie: Marian Terpino i Sylvie Vuille |

| 15.10.2023 14:00 (UTC+2) | VBC Le Locle | 2:3 (23:25, 25:19, 25:15, 16:25, 12:15) | VBC Fully | Halle polyvalente, Le Locle Sędziowie: Daniel Pedrazzini i Jean-Luc Arend |

| 15.10.2023 16:30 (UTC+2) | VBC Ferney-Prévessin | 0:3 (18:25, 18:25, 15:25) | VBC Cheseaux | Gymnase Saint Simon, Prévessin-Moëns Sędziowie: Salvatore Finocchiaro i Mathieu Defossez |

| 12.10.2023 20:30 (UTC+2) | SNVB | 3:0 (25:10, 25:16, 25:18) | VBC La Côte | Collège de Candolle, Chêne-Bourg Sędziowie: Mathieu Defossez i Mihaela Milos |

Grupa B
| 14.10.2023 19:30 (UTC+2) | VBC Langenthal | 1:3 (25:23, 19:25, 21:25, 20:25) | VBC Aeschi | Turnhalle Gymnasium 1, Langenthal Sędziowie: Corina Suter i Evelyn Florin |

| 22.09.2023 20:30 (UTC+2) | VBC Bulle | 3:0 (25:21, 25:20, 25:18) | VBC Fribourg | La Condémine – Bâtiment "Tilleul", Bulle Sędziowie: Alfio Sanapo i Thierry Mordasini |

| 6.10.2023 20:30 (UTC+2) | Volley Estavayer | 0:3 (8:25, 10:25, 18:25) | VBC Uni Bern | Salle Amarante, Estavayer Sędziowie: Caitlin Rachel Blum i Thierry Mordasini |

| 15.10.2023 16:00 (UTC+2) | Volley Uni Bern | 1:3 (25:27, 20:25, 25:17, 18:25) | VBC Thun | Sporthalle ZSSW 1-3, Berno Sędziowie: Sven Koller i Noëmi Nenniger |

| 8.10.2023 17:30 (UTC+2) | VBC Münchenbuchsee | 3:0 (25:20, 29:27, 25:19) | TV Murten Volleyball | Sporthalle Bodenacker, Münchenbuchsee Sędziowie: Tobias Bockstaller i Daniela Fink |

Grupa C
| 8.10.2023 16:00 (UTC+2) | Dragons Lugano | 3:0 (25:21, 25:17, 25:23) | LK Zug | Palestra Lambertenghi, Lugano Sędziowie: Marco Calcaterra i Patrick Fonio |

| 15.10.2023 17:30 (UTC+2) | VBC Bubendorf | 3:1 (25:21, 16:25, 25:21, 25:15) | BTV Aarau | Sporthalle Sappeten, Bubendorf Sędziowie: Christina Faye i Tanja Arpagaus |

| 4.10.2023 20:30 (UTC+2) | VBC Buochs | 0:3 (0:25, 0:25, 0:25) | TV Lunkhofen | Turnhalle Breitli, Buochs Sędziowie: Olivia Wyss i Ernst Gander |

| 8.10.2023 13:00 (UTC+2) | Hochdorf Audacia | 3:0 (25:23, 25:19, 25:18) | Volley Mutschellen | Sporthalle Baldegg, Hochdorf Sędziowie: Laura Dentler i Michael Hutmacher |

| 9.10.2023 20:45 (UTC+2) | SV Volley Wyna | 3:0 (25:23, 25:15, 25:22) | VBC Gelterkinden | Turnhalle Pfrundmatt, Reinach Sędziowie: David Fricker i Daniel Dennler |

| 11.10.2023 21:00 (UTC+2) | VC Los Unidos Oberes Seetal | 0:3 (8:25, 23:25, 19:25) | VBC Malters | Mehrzweckhalle, Bettwil Sędziowie: Frank Böhme i Jolanda Birrer |

| 11.10.2023 20:30 (UTC+2) | VBC Dottikon | 0:3 (13:25, 16:25, 17:25) | VBC Laufen | Turnhalle Risi, Dottikon Sędziowie: Christina Faye i Tanja Arpagaus |

Grupa D
| 12.10.2023 20:30 (UTC+2) | Rheno Volleyball | 3:0 (25:18, 25:23, 25:21) | VBC Wittenbach | Turnhalle Blattacker, Heerbrugg Sędziowie: Luis Alberto Schäppi i Marianne Müller |

| 4.10.2023 20:30 (UTC+2) | Volley Uster | 3:2 (15:25, 15:25, 25:23, 25:14, 15:10) | VBC Andwil-Arnegg | Schulhaus Freiestrasse, Uster Sędziowie: Christian Wolf i Constantino Franzoso |

| 15.10.2023 15:00 (UTC+2) | VBR Rickenbach | 3:2 (22:25, 25:23, 14:25, 25:18, 17:15) | Rainbow Sport Zürich | Mehrzweckhalle Hofacker, Rickenbach Sędziowie: Carlos Enrique Castro i Fabia Münch |

| 11.10.2023 20:30 (UTC+2) | Stadtturnverein Wil | 0:3 (14:25, 18:25, 17:25) | VC Smash Winterthur | Klosterweg Halle, Wil Sędziowie: Marianne Müller i Carlos Enrique Castro |

| 10.10.2023 20:00 (UTC+2) | Volley Bütschwil | 2:3 (25:16, 25:23, 17:25, 8:25, 9:15) | VBC Rämi | Turnhalle Breite, Bütschwil Sędziowie: Sandra Auricht i Herbert Hofmann |

| 15.10.2023 14:00 (UTC+2) | VBC Schaffhausen | 0:3 (19:25, 19:25, 20:25) | VBC Einsiedeln | BBZ Mühlentalhalle, Szafuza Sędziowie: Raphael Engler i Stefan Cahenzli |

| 15.10.2023 16:00 (UTC+2) | Volley Goldach | 1:3 (19:25, 19:25, 20:25) | VC Tornado Adliswil | Turnhallen Bachfeld, Goldach Sędziowie: Melanie Kälin i Mario Gamper |

#### 3. runda
Grupa A+B
| 27.10.2023 20:30 (UTC+2) | Groupement Sportif du CERN | 1:3 (12:25, 24:26, 25:21, 20:25) | VBC Aeschi | CEC André-Chavanne, Genewa Sędziowie: Miguel Diez Ibanez i Mihaela Milos |

| 24.10.2023 21:15 (UTC+2) | VBC Orbe | 0:3 (8:25, 6:25, 16:25) | VBC Cheseaux | Salle omnisport (Chemin du Puisoir 3), Orbe Sędziowie: François Troyon i Christophe Rothen |

| 29.10.2023 16:00 (UTC+1) | VBC Bulle | 0:3 (14:25, 21:25, 22:25) | VBC Münchenbuchsee | La Condémine – Bâtiment "Tilleul", Bulle Sędziowie: Thierry Mordasini i Alfio Sanapo |

| 29.10.2023 14:30 (UTC+1) | Nidau Volley | 3:2 (23:25, 29:27, 27:29, 25:22, 15:11) | VBC Thun | Sporthalle Beunden, Nidau Sędziowie: Pablo Brenlla i Valentin Villoz |

| 29.10.2023 16:00 (UTC+1) | VBC Fully | 1:3 (25:20, 24:26, 15:25, 16:25) | VBC Uni Bern | Salle polyvalente, Fully Sędziowie: Jonas Schnidrig i Aliénor Roten |

Grupa C+D
| 22.10.2023 18:00 (UTC+2) | SV Volley Wyna | 2:3 (23:25, 25:15, 25:23, 23:25, 12:15) | Dragons Lugano | Turnhalle Pfrundmatt, Reinach Sędziowie: Beat Grossenbacher i Christina Faye |

| 29.10.2023 19:00 (UTC+1) | VC Tornado Adliswil | 0:3 (11:25, 16:25, 22:25) | VBC Galina | Turnhalle Hofern, Adliswil Sędziowie: Christian Wolf i Vladimir Simonovic |

| 23.10.2023 20:30 (UTC+2) | VBR Rickenbach | 0:3 (17:25, 14:25, 20:25) | VC Smash Winterthur | Mehrzweckhalle Hofacker, Rickenbach Sędziowie: Marianne Müller i Stephanie Oberhänsli |

| 22.10.2023 17:00 (UTC+2) | VBC Laufen | 1:3 (12:25, 25:21, 21:25, 16:25) | VBC Kanti Baden | Sporthalle des Gymnasium, Laufen Sędziowie: Dominik Burkhardt i Hugo Spahni |

| 22.10.2023 18:00 (UTC+2) | VBC Bubendorf | 3:0 (25:18, 25:18, 25:17) | VBC Malters | Sporthalle Sappeten, Bubendorf Sędziowie: Yasmin Maddalena i Selina Suja |

| 25.10.2023 20:30 (UTC+2) | TV Lunkhofen | 1:3 (12:25, 17:25, 27:25, 20:25) | VBC Einsiedeln | Turnhalle, Oberlunkhofen Sędziowie: Frank Böhme i Blerta Kurtishi |

| 18.10.2023 20:45 (UTC+2) | Hochdorf Audacia | 3:0 (25:18, 25:15, 25:20) | VBC Rämi | Sporthalle Baldegg, Hochdorf Sędziowie: Toni Betschart i Yaghoob Ghasemi |

| 23.10.2023 20:30 (UTC+2) | Rheno Volleyball | 0:3 (21:25, 13:25, 13:25) | Volley Uster | Turnhalle Blattacker, Heerbrugg Sędziowie: Nadine Decher i Simona Macháčková |

#### 4. runda
Grupa A+B
| 12.11.2023 16:00 (UTC+1) | VBC Münchenbuchsee | 1:3 (25:22, 19:25, 14:25, 20:25) | VBC Cheseaux | Neubau Sporthalle und Basisstufe PZHSM, Münchenbuchsee Sędziowie: Michael Kühne i Kurt Sägesser |

| 9.11.2023 20:45 (UTC+1) | SNVB | 3:0 (25:22, 25:17, 26:24) | VBC Uni Bern | Collège de Candolle, Chêne-Bourg Sędziowie: Charalampos Botsis i Mihaela Milos |

Grupa C+D
| 5.11.2023 18:00 (UTC+1) | VBC Kanti Baden | 3:1 (26:24, 25:21, 23:25, 25:19) | Dragons Lugano | Kantonsschule Baden, Baden Sędziowie: Yasmin Maddalena i Tanja Chiorazzo |

| 6.11.2023 20:30 (UTC+1) | VBC Einsiedeln | 1:3 (18:25, 25:19, 19:25, 18:25) | VC Smash Winterthur | Schulhaus Trachslau, Trachslau Sędziowie: Christian Wolf i Vladimir Simonovic |

#### 5. runda
| 19.11.2023 17:30 (UTC+1) | Hochdorf Audacia | 1:3 (25:22, 15:25, 18:25, 16:25) | VBC Galina | Sporthalle Baldegg, Hochdorf Sędziowie: Olivia Wyss i Jolanda Birrer |

| 15.11.2023 20:30 (UTC+1) | VBC Bubendorf | 0:3 (13:25, 16:25, 18:25) | City Volley Basel | Sporthalle Sappeten, Bubendorf Sędziowie: Carina Dettenrieder i Hugo Spahni |

| 26.11.2023 15:00 (UTC+1) | Nidau Volley | 0:3 (20:25, 19:25, 17:25) | STV St. Gallen | Sporthalle Beunden, Nidau Sędziowie: Michelle Pfister i Valentin Villoz |

| 9.11.2023 20:30 (UTC+1) | Volley Uster | 0:3 (19:25, 24:26, 27:29) | VBC Aeschi | Schulhaus Krämeracker, Uster Sędziowie: Marianne Müller i Christian Schemeth |

| 26.11.2023 18:00 (UTC+1) | VC Smash Winterthur | 0:3 (14:25, 23:25, 21:25) | Volleyball Papiermühle | Schulhaus Zinzikon, Winterthur Sędziowie: Michael Gena i Miguel Fässler |

| 26.11.2023 15:00 (UTC+1) | SNVB | 2:3 (25:23, 20:25, 19:25, 25:19, 12:15) | Lutry-Lavaux Volleyball | Salle omnisport du Petit-Lancy, Petit-Lancy Sędziowie: Thierry Mordasini i Mathieu Defossez |

| 26.11.2023 17:00 (UTC+1) | VBC Cheseaux | 3:0 (25:19, 25:16, 25:20) | VBC Kanti Baden | Salle de Derrière-la-Ville, Cheseaux-sur-Lausanne Sędziowie: José Luis Reyes i Marc-Antoine Boccali |

#### 6. runda
| 10.12.2023 17:00 (UTC+1) | STV St. Gallen | 3:0 (25:21, 25:20, 26:24) | VBC Servette Star-Onex | Alte Turnhalle Kreuzbleiche, St. Gallen Sędziowie: Nadine Hefti i Sandra Auricht |

| 10.12.2023 14:30 (UTC+1) | VBC Sursee | 2:3 (25:15, 23:25, 23:25, 25:20, 12:15) | VBC Züri Unterland | Sporthalle, Schenkon Sędziowie: Maciej Ciemięga i Dominik Burkhardt |

| 10.12.2023 15:00 (UTC+1) | VBC Galina | 0:3 (23:25, 13:25, 22:25) | Lutry-Lavaux Volleyball | Sporthalle Resch, Schaan Sędziowie: Simone Cejka i Ernst Landolt |

| 10.12.2023 16:00 (UTC+1) | Colombier Volley | 3:0 (25:12, 25:23, 25:18) | VBC Voléro Zürich | Centre scolaire des Mûriers, Colombier Sędziowie: Thierry Mordasini i Michelle Pfister |

### Faza główna

#### 1/8 finału
| 14.01.2024 16:00 (UTC+1) | Lutry-Lavaux Volleyball | 0:3 (17:25, 17:25, 16:25) | Volley Näfels | Salle de sport de Corsy, La Conversion Sędziowie: Michael Jungen i Christian Schemeth |

| 14.01.2024 18:00 (UTC+1) | Lausanne UC | 3:0 (25:23, 25:17, 25:12) | TSV Jona Volleyball | Centre Sportif Universitaire de Dorigny – SOS II, Lozanna Sędziowie: Francisco Droguett i Cédric Grellier |

| 14.01.2024 13:30 (UTC+1) | VBC Cheseaux | 3:0 (25:12, 25:14, 25:14) | VBC Aeschi | Salle de Derrière-la-Ville, Cheseaux-sur-Lausanne Sędziowie: Jonas Schnidrig i Michael Hutmacher |

| 14.01.2024 17:00 (UTC+1) | Volley Schönenwerd | 3:0 (25:23, 25:18, 25:13) | Chênois Genève Volleyball | Betoncoupe Arena, Schönenwerd Sędziowie: Vladimir Simonovic i Dominik Zindel |

| 14.01.2024 16:00 (UTC+1) | Colombier Volley | 0:3 (26:28, 23:25, 19:25) | Concordia Volley Luzern | Centre scolaire des Mûriers, Colombier Sędziowie: Mihaela Milos i François Troyon |

| 14.01.2024 13:30 (UTC+1) | VBC Züri Unterland | 3:2 (17:25, 21:25, 25:19, 25:19, 15:8) | Volleyball Papiermühle | Sporthalle Ruebisbach, Kloten Sędziowie: Raphaela Demmel i Simone Cejka |

| 14.01.2024 15:00 (UTC+1) | City Volley Basel | 0:3 (14:25, 21:25, 27:29) | Volley Amriswil | Sporthalle Rankhof, Bazylea Sędziowie: Maciej Ciemięga i Frank Böhme |

- STV St. Gallen - wolny los

#### Ćwierćfinały
| 28.01.2024 16:00 (UTC+1) | STV St. Gallen | 0:3 (18:25, 21:25, 19:25) | Concordia Volley Luzern | Alte Turnhalle Kreuzbleiche, St. Gallen Sędziowie: Nadine Hefti i Matthias Wüthrich |

| 28.01.2024 17:00 (UTC+1) | Volley Schönenwerd | 3:1 (25:22, 25:14, 20:25, 25:18) | Lausanne UC | Betoncoupe Arena, Schönenwerd Sędziowie: Cédric Grellier i Alfio Sanapo |

| 28.01.2024 15:00 (UTC+1) | VBC Cheseaux | 3:0 (25:22, 25:18, 25:19) | VBC Züri Unterland | Salle de Derrière-la-Ville, Cheseaux-sur-Lausanne Sędziowie: Thierry Mordasini i Michael Jungen |

| 28.01.2024 16:00 (UTC+1) | Volley Amriswil | 3:1 (24:26, 25:19, 25:23, 25:20) | Volley Näfels | Sporthalle Tellenfeld, Amriswil Sędziowie: Aleksander Sikanjic i Dominik Zindel |

#### Półfinały
| 11.02.2024 17:00 (UTC+1) | Concordia Volley Luzern | 0:3 (17:25, 22:25, 18:25) | Volley Schönenwerd | Turnhalle Bahnhof, Lucerna Sędziowie: Yves Kälin i Aleksander Sikanjic |

| 11.02.2024 16:00 (UTC+1) | VBC Cheseaux | 0:3 (19:25, 18:25, 16:25) | Volley Amriswil | Salle de Derrière-la-Ville, Cheseaux-sur-Lausanne Sędziowie: François Troyon i Thierry Mordasini |

#### Finał
| 6.04.2024 13:00 (UTC+2) | Volley Schönenwerd | 1:3 (20:25, 22:25, 25:17, 17:25) raport | Volley Amriswil | Axa Arena, Winterthur Widzów: 2000 Sędziowie: Vladimir Simonovic i Alfio Sanapo |